# Isiah Thomas
Isiah Lord Thomas III o simplement Isiah Thomas, Zeke o The Baby-faced Assassin és un exjugador de bàsquet que va formar part dels Detroit Pistons en la dècada dels vuitanta, i amb aquest equip va guanyar dos títols de campió. Forma part de la llista dels 50 millors jugadors de la història de l'NBA elaborada l'any 1996.
Com a entrenador, dirigí els New York Knicks.

## Palmarès
- 2 Copes de l'NBA (1989 i 1990)
- 1 MVP de les Finals (1990)
- 2 MVP del All-Star (1984 i 1986)
- 12 cops All-Star